# Eltmann

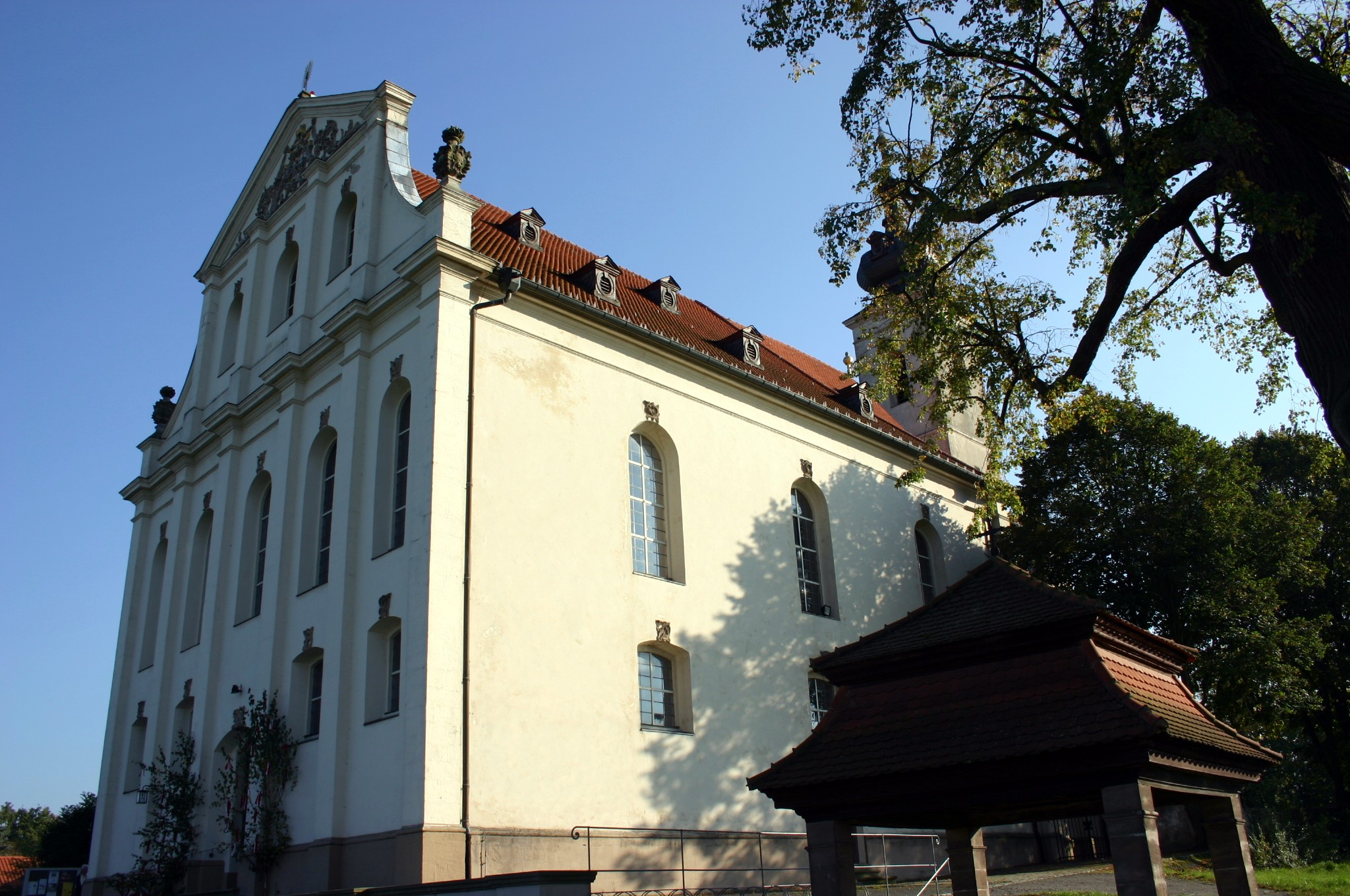
Eltmann

Eltmann este un oraș din Franconia Inferioară, landul Bavaria, Germania.